# Дашбалбар
Дашбалбар (монг. Дашбалбар) — сомон аймака Дорнод в северо-восточной части Монголии, площадь которого составляет 8 713 км². Численность населения по данным 2009 года составила 3 246 человек.
Центр сомона — посёлок Дашбалбар, расположенный в 170 километрах к западу от административного центра аймака — города Чойбалсан и в 700 километрах к востоку от столицы страны — Улан-Батора.

## География
Сомон расположен в северо-восточной части Монголии. Имеет границу с Российской Федерацией.
Из полезных ископаемых в сомоне встречаются золото, свинец, вольфрам, олово, медь, уран.

## Климат
Климат резко континентальный. Средняя температура января −22 градусов, июля +21 градусов. Ежегодная норма осадков 270 мм.

## Фауна
Животный мир Дашбалбара представлен джейранами, косулями, волками, дикими кошками, корсаками.

## Инфраструктура
В сомоне есть школа, больница, торговые и культурные центры.

## Известные уроженцы
- Гэлэгийн Одон (1925—1996) — монгольский художник. Народный артист Монгольской Народной Республики (1975). Лауреат Государственной премии Монгольской Народной Республики (1959).